# Frontera entre Dominica i Veneçuela
La frontera entre Dominica i Veneçuela és la frontera, íntegrament marítima, que separa l'oest de Dominica, a les Petites Antilles (mar Carib), de l'Isla de Aves, una de les dependències federals de Veneçuela.

Mapa de les fronteres marítimes al Carib

Aquesta frontera no està delimitada per cap tractat, però podria ser definida indirectament per la frontera entre França i Veneçuela (departaments d'ultramar francesos de Guadalupe i Martinica), situada a cada costat del segment.
Aquest tractat se suporta en el meridià 62° 48' 50" Oest entre les latituds 15° 03' 54" Nord i 14° 29' 19" Nord 